# Cimetière de Boisaca
Le cimetière municipal de Boisaca est le principal cimetière de la ville de Saint-Jacques-de-Compostelle. Il abrite notamment la tombe de Ramón María del Valle-Inclán.
Le cimetière est l'un des hauts lieux de la guerre d'Espagne.

## Guerre d'Espagne
Le cimetière est le lieu de plusieurs exécutions pendant les premiers mois de la guerre d'Espagne (1936-1939).
Plusieurs plaques sont apposées en mémoire des victimes de la guerre d'Espagne par les mairies de Saint-Jacques-de-Compostelle et d'Ordes.

## Personnalités inhumées dans le cimetière
- Simeón García de la Riva (1823–1889), chef d'entreprise et banquier;
- Aurelio Aguirre (1833–1858), poète;
- Ramón María del Valle-Inclán (1866–1936), écrivain;
- Roberto Nóvoa Santos (1885–1933), médecin;
- Pablo Pérez Costanti (1857–1938), écrivain;
- José Pasín Romaro (1878–1960), homme politique;
- Xoán Xesús González (1895–1936), journaliste, avocat, écrivain et politique;
- Les Deux Maries : María "Maruxa" Fandiño Ricart (1898-1980 et 1983) et Coralia Fandiño Ricart (1914-1983), deux sœurs célèbres, personnalités de Saint-Jacques de Compostelle.
- Modesto Pasín Noya (1903–1936), homme politique;
- Antón Fraguas (1905–1999), historien et anthropologue;
- Domingo García-Sabell (1909–2003), médecin, écrivain, homme politique;
- Ricardo Carballo Calero (1910–1990), écrivain;
- Gerardo Fernández Albor (1917–2018), politique, premier président de la Junte de Galice;
- Isaac Díaz Pardo (1920–2012), intellectuel, artiste et chef d'entreprise.
- Francisco Porto Mella (1925-2012), avocat et universitaire espagnol, consul honoraire de France en Galice;
- Roberto Vidal Bolaño (1950–2002), auteur, directeur et acteur de théâtre;
- Rosario Porto Ortega (1969-2020), avocate et diplomate, impliquée dans l'affaire Asunta Basterra en 2013[3].

## Galerie

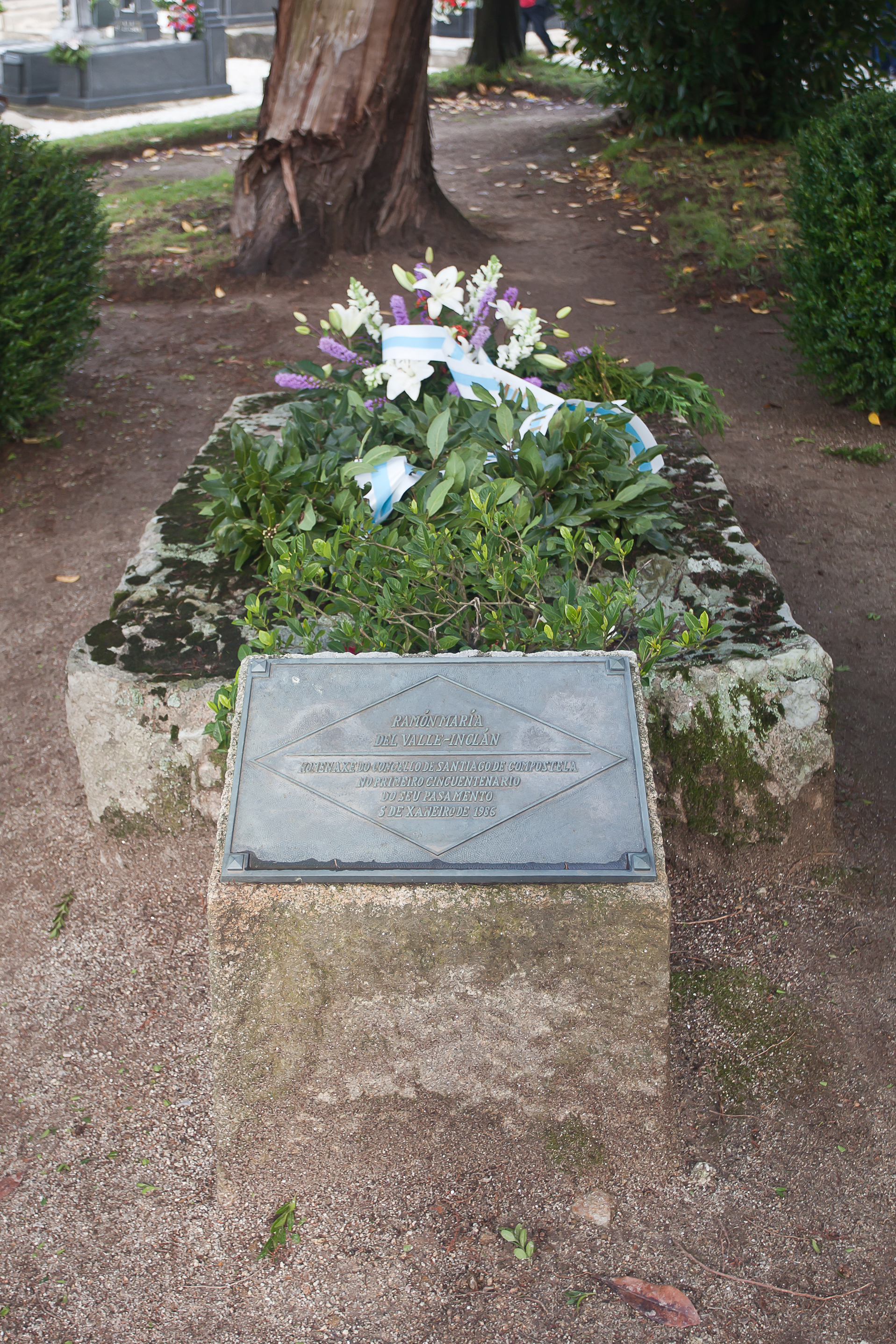
Tombe de Valle-Inclán.
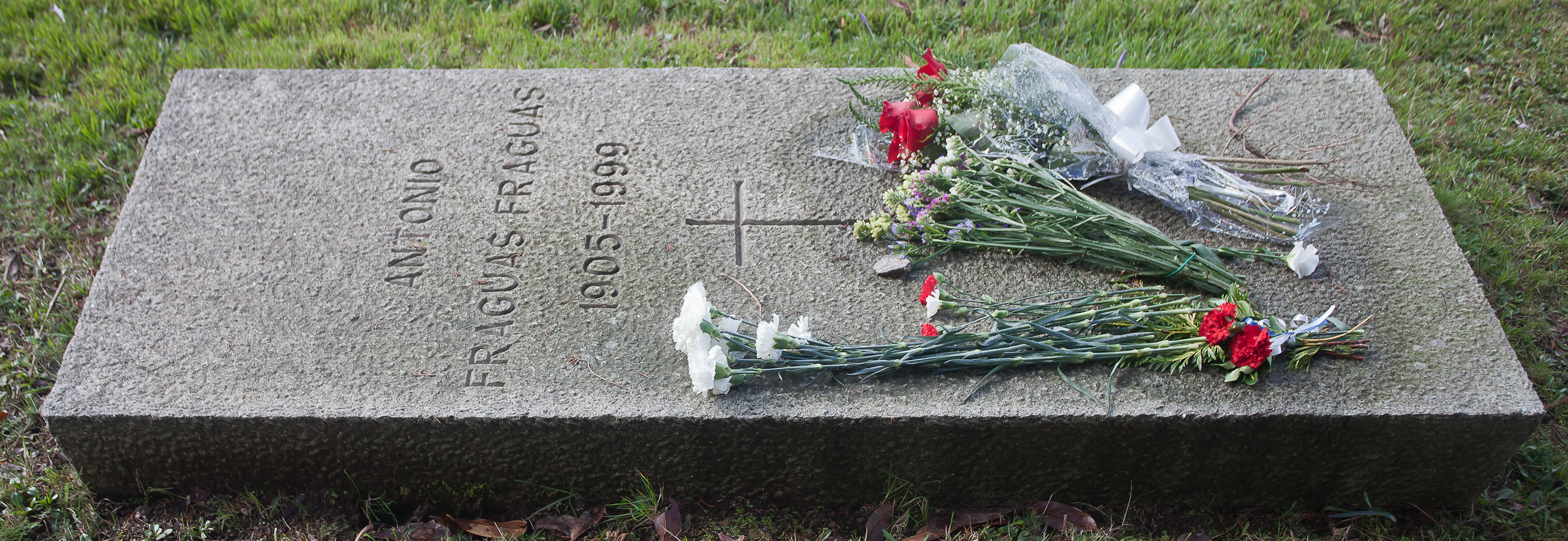
Tombe d'Antón Fraguas.